# شعب سابير

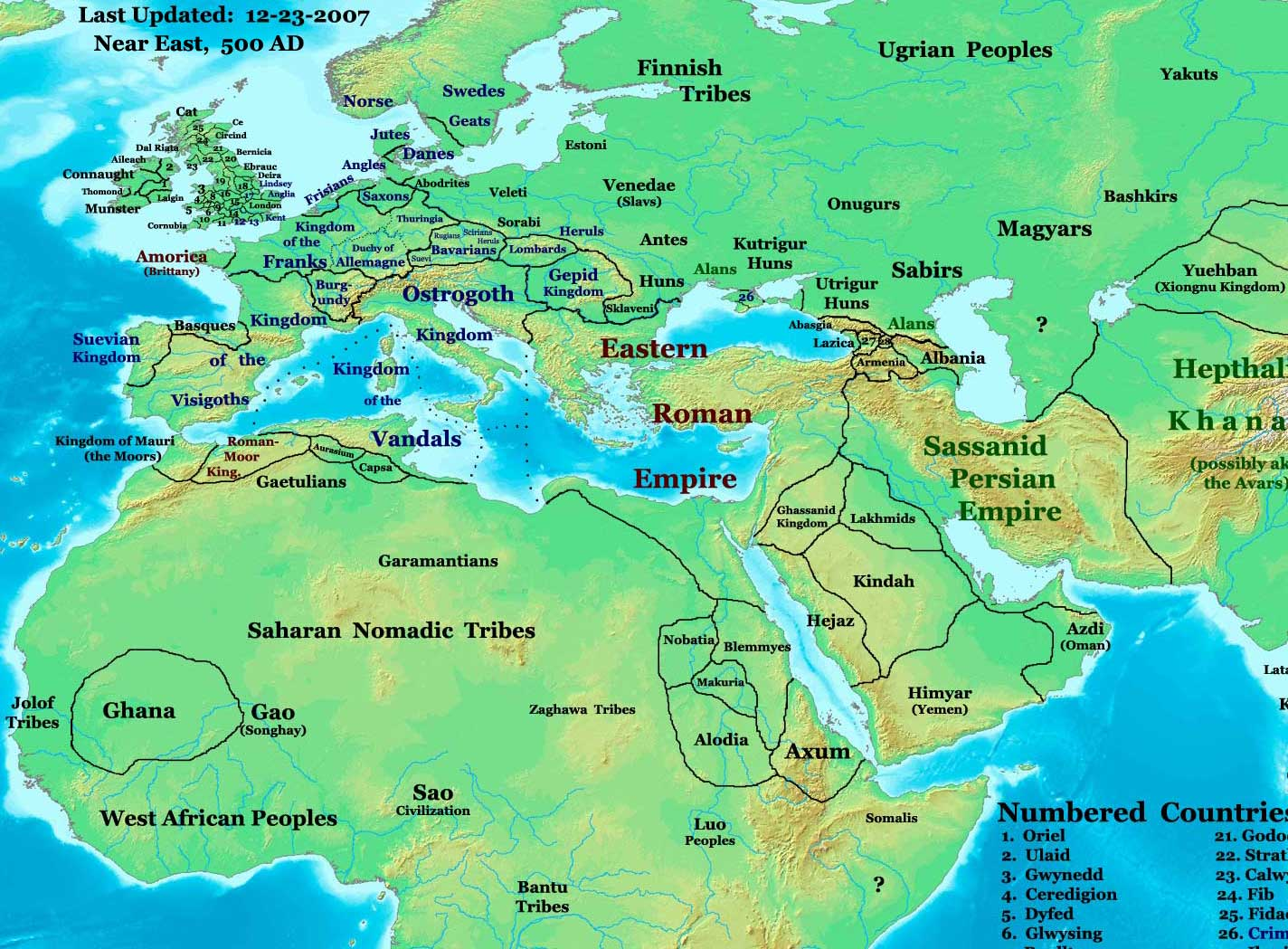
الشرق الأدنى عام 500 م، ويظهر فيه السابير والشعوب المجاورة.

السابير (أسماء أخرى: سافير، ساوار، ساويرك) (بالإنجليزية: Sabir people)‏ (باليونانية: Σάβιροι)‏  هم قوم كانوا من البدو الرحل الذين عاشوا في شمال القوقاز ابتداء من أواخر القرن الخامس وحتى السابع على السواحل الشرقية للبحر الأسود في منطقة كوبان، وربما جاءوا من غرب سيبيريا،   كانوا ماهرين في الحروب واستخدموا آلات الحصار،  وكان لديهم جيش كبير (يضم أيضًا نساء) وكانوا من عمال بناء القوارب، يشار إليهم أيضًا باسم الهون وهو اللقب المطبق على القبائل البدوية الأوراسية المختلفة في سهوب بونتيك-قزوين خلال العصور القديمة المتأخرة، قاد السابير غارات في منطقة القوقاز في أواخر العقد الـ400 وأول العقد الـ500، ولكن سرعان ما بدأوا العمل كجنود ومرتزقة خلال الحروب البيزنطية الساسانية على كلا الجانبين، وضع تحالفهم مع البيزنطيين الأساس لتحالف الخزر البيزنطي لاحقًا.

## التاريخ
في عام 463 الميلادي ذكر بريسكوس أن السابير قد هاجموا السراغور والأوغور والأونوغور نتيجة للهجوم من قبل الأفار،   وقد رُجِّح أن الحركة البدوية بدأت بالهجوم الصيني في 450-458 ضد روران خانات. 
في عامي 504 و 515 قاموا بغارات حول منطقة القوقاز والتي كانت الحدود الشمالية الساسانية خلال حكم الملك كافاد الأول مما تسبب في مشاكل للفرس في حربهم ضد الإمبراطورية البيزنطية، ويعتبر أن الـ 20.000 من الهون بقيادة زيجلبيس كانوا سابير، لقد توصلوا إلى معاهدات مع كل من جستين الأول وكافاد الأول لكنهما اتفقا معًا ضد زيلجيس وجيشه وقاما بهجوم مدمر عليه. 

## الميراث
عدد من الأسماء الجغرافية القوقازية مشتقة من اسمهم: سابيران، سميركنت، سابير اكسوست، سيبير دون، سيفير دون، سافير، بيلا سوفار، سيبير أوبا، سيفار، سوفار.
افترض المؤرخون التشوفاش أن أمتهم تنحدر جزئيًا من السابيرز، في اللغة المارية الحديثة يُسمى التتار الفولغا باسم سواس، وتعرف تشوفاش أيضًا باسم سواسين ماري Suasenmari (والتي تعني Suar -icized Mari) أو باللغة الفنلندية سوازلان ماريSuaslanmari.